# HD 10180 g
HD 10180 g es un exoplaneta en órbita a HD 10180, una enana amarilla muy similar a Sol situado a unos 128 años luz del Sistema Solar en la constelación de Hydrus. Se detectó en el verano de 2010 alrededor de la estrella mediante el método de velocidad radial.

## Características del planeta
El método de velocidad radial no determina el ángulo de órbita del planeta con respecto al plano del cielo o de la línea de visión, de modo que no puede ser determinado. En el caso de HD 10180 g, su masa mínima es de unas 21 veces la masa de la Tierra, es decir, algo menos del doble de la masa de Urano.
Es un planeta tipo "Neptuno caliente" solo que con el doble de masa que Neptuno y muy similar a la masa de HD 10180 e. A una distancia orbital de 1,4 AU y por lo tanto plenamente dentro de la predicha zona de habitabilidad. a pesar de que no se ajusta a los modelos actuales para habitabilidad planetaria ya que debido a su gran masa (21 veces la Tierra), es probable que sea un gigante de gas  Sudarsky de Clase II. Hay una posibilidad de que un satélite natural con suficiente presión atmosférica pueda tener agua líquida en su superficie. Su distancia orbital estimada y la excentricidad se redujo en 2012, pero se mantiene en la zona habitable. La probabilidad de detección falsa es menor que 0,1%.